# Круглов, Алексей Сергеевич
Алексей Сергеевич Круглов (род. 8 марта 1986, Москва, РСФСР, СССР) — российский серийный убийца.

## Биография
Жил в Москве на Ташкентской улице. Работал автомехаником в техцентре «Kia Motors».
19 июля 2005 года Круглов отправился на дачу в садовом товариществе «Полянка» в Истринском районе Московской области. На Рождественском шоссе возле посёлка Снегири он встретил 12-летнего Михаила Ельшина, его 10-летнего брата Александра и их 11-летнего друга Павла Соколова, проживавших в городе Дедовск. Круглов предложил мальчикам подвезти их до железнодорожной станции. Но затем поехал в сторону своей дачи. Остановившись, он закрыл Михаила Ельшина в багажнике машины, а потом задушил рубашкой двух оставшихся мальчиков. Утром следующего дня он поехал в деревню Лужки, возле деревенского кладбища он задушил Михаила Ельшина шнурком. Тело Михаила Ельшина было найдено 29 июля, Александра Ельшина и Павла Соколова — 1 августа.
14 мая 2009 года Круглов предложил 14-летней племяннице Анне Муренковой подвезти её до школы. По дороге он остановился на Шарикоподшипниковской улице и задушил девочку USB-шнуром. Затем вывез тело в Истринский район и спрятал его в лесу возле садового товарищества «Полянка».
Убийство Анны Муренковой раскрыли по горячим следам: установили, что последним, с кем она разговаривала по мобильному телефону, был её дядя. После ареста маньяк признался в убийстве племянницы и тройном убийстве в Истринском районе в 2005 году. Также он признался, что 25 августа 2003 года в садовом товариществе «Полянка» задушил верёвкой 9-летнего мальчика, тело которого было найдено недалеко от железнодорожного туннеля в районе 47-го километра перегона «Снегири — Манихино».
Судебно-психиатрическая экспертиза признала его вменяемым. Перед первым заседанием суда Круглов попытался покончить с собой в автозаке, порезав шею, но врачам удалось его спасти. Позднее маньяк предпринял ещё три попытки суицида. По заключениям врачей, действия Круглова носили «демонстративный характер».
14 мая 2010 года на первом судебном заседании Круглов отказался от части своих показаний, заявив о непричастности к убийствам 2003 и 2005 годов. 5 июля Московский областной суд признал Алексея Круглова виновным в убийствах четырёх детей, совершённых в 2005 и 2009 годах, и приговорил к пожизненному лишению свободы. Убийство 2003 года суд счёл недоказанным. Убийца был отправлен отбывать наказание в колонию особого режима «Чёрный дельфин».